# Scheuchzers Glockenblume
Die Scheuchzers Glockenblume (Campanula scheuchzeri) gehört zur Gattung der Glockenblumen (Campanula). Die Art ist nach dem Schweizer Naturforscher Johann Jakob Scheuchzer benannt.

## Beschreibung
Das ausdauernde Kraut mit kriechendem Wurzelstock und aufrechtem, kahlem Stängel erreicht Wuchshöhen von 5 bis 40 Zentimeter. Die lang gestielten Grundblätter sind rundlich-nierenförmig bis herzförmig und zur Blütezeit bereits vertrocknet. Die Stängelblätter lineal-lanzettlich, sitzend, nach oben schmäler werdend und am Grund bewimpert.

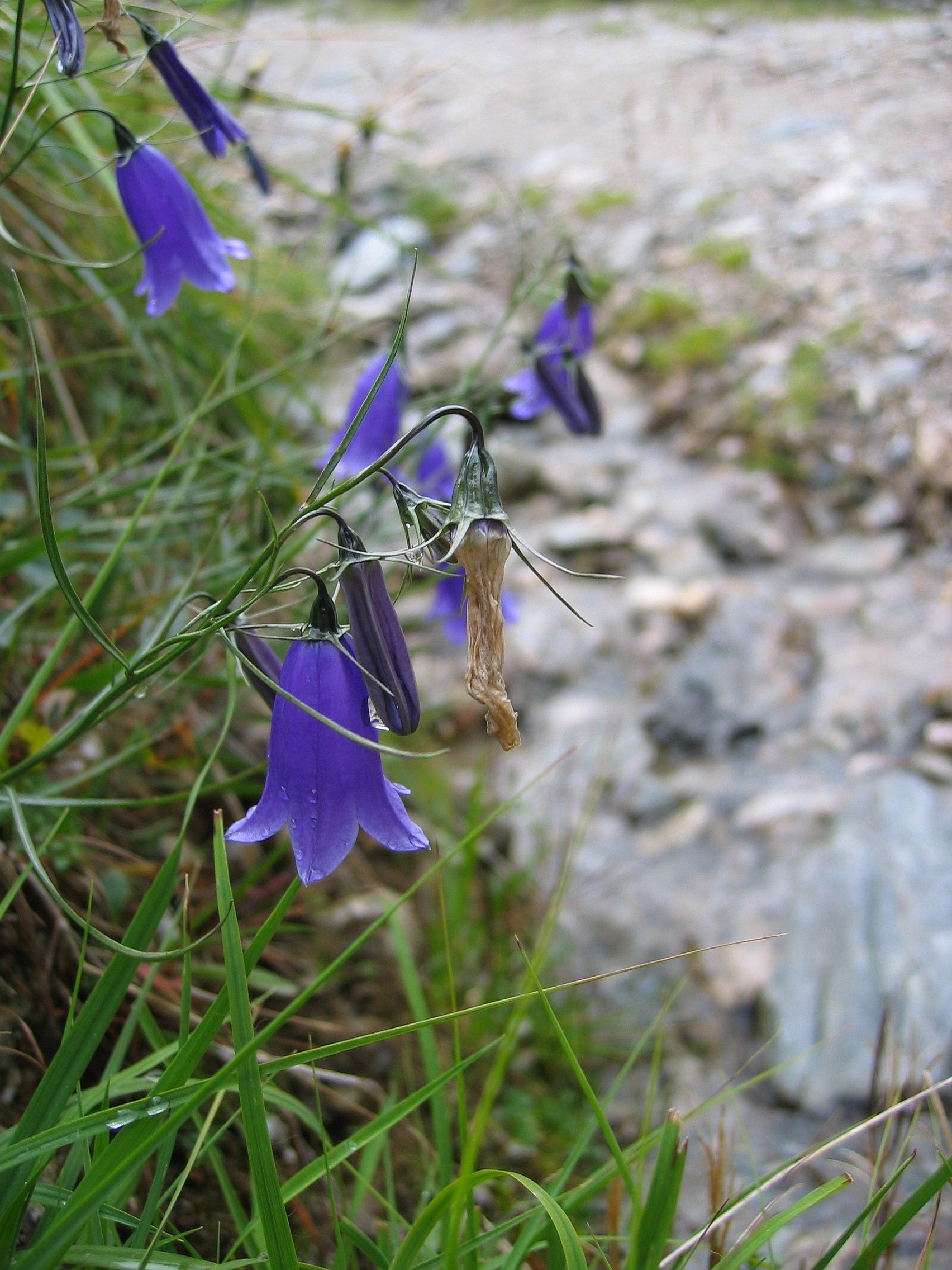
Blüten von Scheuchzers Glockenblume (Campanula scheuchzeri)

Die Blüten stehen einzeln oder in einer wenigblütigen (meist zu zweit bis fünft, seltener bis zu siebent), lockeren, meist etwas einseitswendiger Traube. Die Blüten sind aufrecht oder leicht nickend. Die Knospen sind nickend. Die blauviolette Krone ist glockig und wird zwischen 18 und 26 Millimeter lang. Sie ist bis zum Viertel der Länge in eiförmige, gespitzte Zipfel gespalten. Die Krone ist meist intensiver gefärbt als bei den anderen verwandten Arten.
Die Blütezeit reicht von Juli bis August.
Die Chromosomenzahl beträgt 2n = 68 oder 102.

## Vorkommen

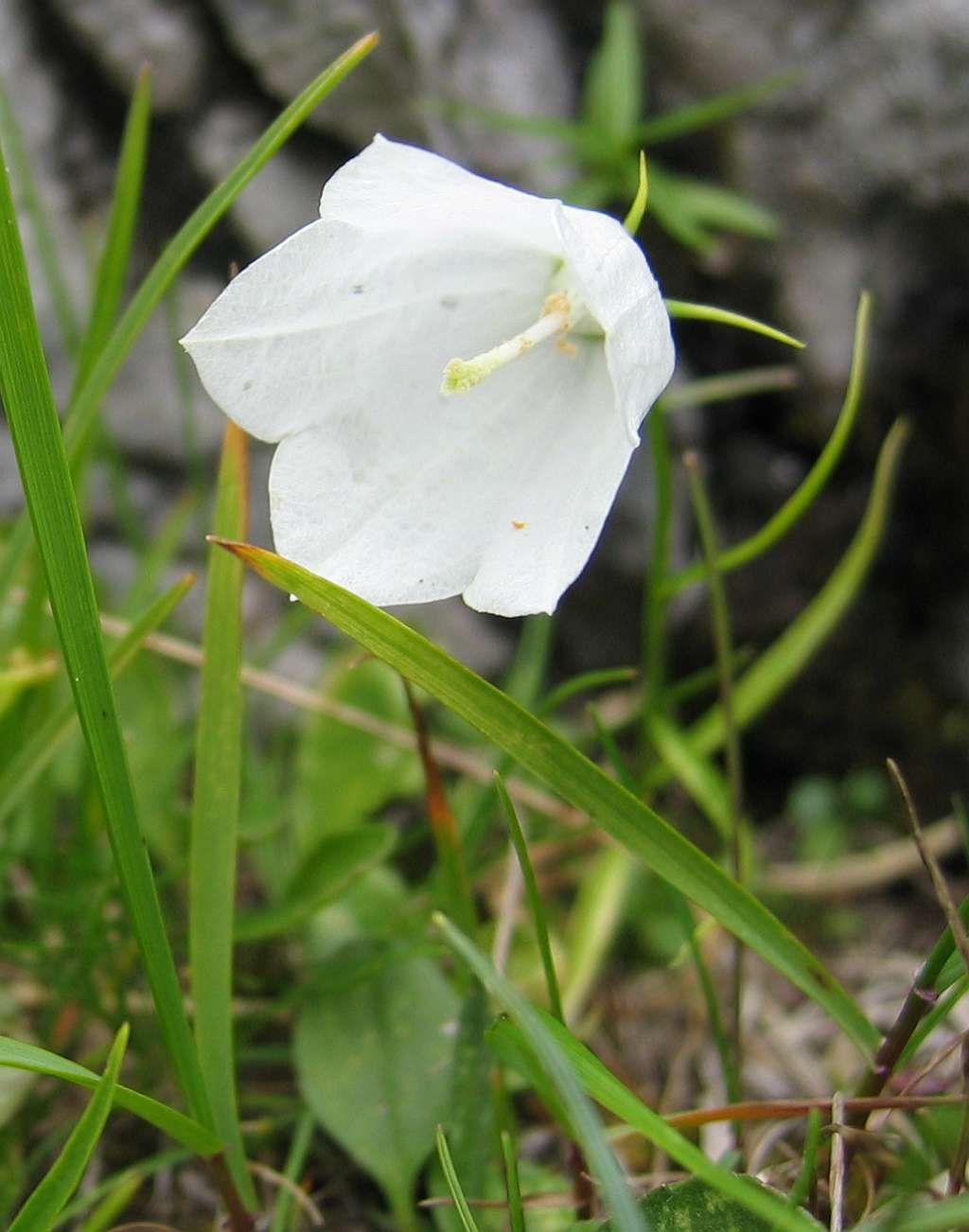
Albino-Variante im Dachsteingebirge

Scheuchzers Glockenblume hat ursprüngliche Vorkommen in den Ländern Spanien, Frankreich, Italien, Schweiz, Deutschland, Österreich, Tschechien, Polen, Slowenien, Kroatien, Serbien, Bosnien-Herzegowina, Montenegro, Albanien und Bulgarien. Das Verbreitungsgebiet umfasst die Gebirge Mittel- und Südeuropas zwischen einer Höhe von 1000 und 3200 m. In Österreich ist Scheuchzers Glockenblume häufig von der subalpinen bis zur alpinen Höhenstufe. Sie fehlt in Wien und im Burgenland. In den Allgäuer Alpen steigt sie bis zu einer Höhenlage von weit über 2000 Metern auf.
Außeralpine Relikt-Standorte sind beispielsweise am Feldberg im Schwarzwald zwischen 1000 und 1300 Metern Meereshöhe und am Belchen bei über 1340 Metern Meereshöhe zu finden.
Als Standort werden Wiesen, Weiden und auch Felsschutt auf meist sauren Böden bevorzugt. Sie kommt in Gesellschaften der Ordnungen Seslerietalia oder Nardetalia vor, aber auch in hochmontan-subalpinen Gesellschaften des Verbands Polygono-Trisetion. Die ökologischen Zeigerwerte nach Landolt et al. 2010 sind in der Schweiz: Feuchtezahl F = 2+ (frisch), Lichtzahl L = 4 (hell), Reaktionszahl R = 3 (schwach sauer bis neutral), Temperaturzahl T = 1+ (unter-alpin, supra-subalpin und ober-subalpin), Nährstoffzahl N = 3 (mäßig nährstoffarm bis mäßig nährstoffreich), Kontinentalitätszahl K = 3 (subozeanisch bis subkontinental).

## Taxonomie und Systematik
Scheuchzers Glockenblume wurde 1779 von Dominique Villars in Prospectus de l'Histoire des Plantes de Dauphiné Seite 22 als Campanula scheuchzeri erstbeschrieben.
Manche Autoren unterscheiden auch zwei Unterarten:
- Campanula scheuchzeri subsp. lanceolata (Lapeyr.) J.-M. Tison: Sie kommt in Frankreich vor.
- Campanula scheuchzeri subsp. scheuchzeri.

Scheuchzers Glockenblume ist eng mit der Rundblättrigen Glockenblume verwandt und es gibt eine Vielzahl von Naturhybriden, die nicht eindeutig zuzuordnen sind. Durch zeitliche Verschiebung von Pollen- und Narbenreife ist Fremdbestäubung gesichert (Proterandrie wie bei allen Glockenblumen-Arten).